# 卡皮诺波利斯
卡皮诺波利斯是巴西米纳斯吉拉斯州的一个市镇。总面积621.159平方公里，总人口15302人，人口密度24.6人/平方公里。